# En händig man på turné
En händig man på turné är en videosamling av Per Gessle, släppt 5 december 2007, med inspelningar från Per Gessle, en händig man på turné 2007.

## Låtlista
1. Intro
2. Juni, juli, augusti
3. (Hon vill ha) puls
4. Pratar med min musli (Hur det än verkar)
5. En händig man
6. På promenad genom stan
7. Vilket håll du än går
8. Hannas kärlekspil
9. Det hjärta som brinner
10. En sten vid en sjö i en skog
11. När alla vännerna gått hem
12. Om du bara vill
13. Jag skulle vilja tänka en underbar tanke
14. Kung av sand

Bandpresentation
1. Här kommer alla känslorna (på en och samma gång)
2. Födelsedag
3. Fru Nordin
4. Spegelboll
5. Gå & fiska!
6. Om du kommer ihåg
7. Tycker om när du tar på mej
8. Ljudet av ett annat hjärta
9. Ska vi älska, så ska vi älska till Buddy Holly
10. Sommartider
11. Min hälsning

## Medverkande
1. Clarence Öfwerman (klaviatur)
2. Mats "MP" Persson och Christoffer Lundqvist (gitarrer)
3. Helena Josefsson (körsång)
4. Magnus Börjeson (bas)
5. Jens Jansson (trummor)
6. Per Gessle - sång, gitarr och munspel